# Lista de prefeitos de Inajá (Pernambuco)
Esta é a lista de prefeitos e vice-prefeitos do município de Inajá, estado brasileiro de Pernambuco.
| Nº | Nome                         | Imagem                          | Partido               | Vice-prefeito ou Subprefeito       | Início do mandato       | Fim do mandato                                  | Observações                                                                            |
| 1  | Francisco Brandão Cavalcanti |                                 | PRC                   | Antônio Feitosa Lima (subprefeito) | 18 de novembro de 1928  | 3 de agosto de 1929                             | Prefeito eleito                                                                        |
| 2  | Antônio Feitosa Lima         |                                 | PRC                   | Carlos Moraes                      | 3 de agosto de 1929     | 10 de outubro de 1930                           | Tomou posse por vacância no cargo de prefeito.                                         |
| 3  | Pedro Bezerra de Melo        | Ex-prefeito de Moxotó.          | PSD                   | Estevão de França Rocha            | 10 de outubro de 1930   | 6 de maio de 1932                               | Prefeito nomeado através da "Junta Governativa Revolucionária" do Município de Moxotó. |
| 4  | Mena Vieira e Silva          |                                 | PP                    | João Paulo Silva                   | 6 de maio de 1932       | 15 de agosto de 1936                            | Prefeito nomeado                                                                       |
| 5  | Pedro Bezerra de Melo        | Ex-prefeito de Moxotó.          | PSD                   | Waldemar Costa                     | 15 de agosto de 1936    | 7 de dezembro de 1937                           | Prefeito eleito                                                                        |
| 6  | Leônidas Cidrão Torres       |                                 | AL                    | Plínio Rizério Martins             | 7 de dezembro de 1937   | 19 de junho de 1938                             | Prefeito nomeado através do Ato nº 270 de 06.12.1937.                                  |
| 7  | José Xavier de Andrade       |                                 | AL                    | Augusto Correia Machado            | 19 de junho de 1938     | 9 de maio de 1939                               | Prefeito nomeado                                                                       |
| 8  | Eloi Lucena                  |                                 | AL                    | Fernando Tude de Souza             | 9 de maio de 1939       | 10 de fevereiro de 1940                         | Prefeito nomeado                                                                       |
| 9  | Amaro Xavier de Freitas      |                                 | PP                    | Albérico Mello                     | 10 de fevereiro de 1940 | 16 de dezembro de 1940                          | Prefeito nomeado                                                                       |
| 10 | Uriel Toscano Ferrer         |                                 | PSD                   | Edgard de Lemos Brito              | 27 de dezembro de 1940  | 24 de março de 1941                             | Prefeito nomeado através do Ato nº 1699 de 16.12.1940                                  |
| 11 | Américo Luís Soares          |                                 | PL                    | Carlos Costa Pinto de Pinho        | 24 de março de 1941     | 15 de outubro de 1941                           | Prefeito nomeado                                                                       |
| 12 | José Mariano da Nóbrega      |                                 | PP                    | Gaston Carvalho                    | 15 de outubro de 1941   | 10 de janeiro de 1944                           | Prefeito nomeado                                                                       |
| 13 | José Abdias de Siqueira      |                                 | UDN                   | Álvaro de Souza Lopes              | 10 de janeiro de 1944   | 9 de abril de 1945                              | Prefeito nomeado                                                                       |
| 14 | Cícero Cidrão Torres         |                                 | ASD                   | José Gabriel Castilho              | 9 de abril de 1945      | 16 de março de 1946                             | Prefeito nomeado                                                                       |
| 15 | José Leônidas Torres         |                                 | ASD                   | José Bahia Ramos                   | 16 de março de 1946     | 22 de dezembro de 1946                          | Prefeito nomeado                                                                       |
| 16 | Francisco Barros Lins        |                                 | PDC                   | Clémens Sampaio                    | 22 de dezembro de 1946  | 29 de maio de 1947                              | Prefeito nomeado                                                                       |
| 17 | Vinício Fernandes Lima       |                                 | PSD                   | Jayme Guimarães                    | 29 de maio de 1947      | 12 de agosto de 1947                            | Prefeito nomeado                                                                       |
| 18 | Miguel José de Araújo        |                                 | PRP                   | Manoel Alfredo de Carvalho         | 12 de agosto de 1947    | 20 de novembro de 1947                          | Prefeito nomeado através do Ato nº 66 de 05.08.1947                                    |
| 19 | João Inocêncio Correia Lima  |                                 | PSD                   | Amado Bahia Monteiro               | 20 de novembro de 1947  | 20 de novembro de 1951                          | Prefeito eleito em sufrágio universal                                                  |
| 20 | Manoel de Souza Neto         |                                 | PTB                   | Nelson Pinheiro Chaves             | 20 de novembro de 1951  | 20 de novembro de 1955                          | Prefeito eleito em sufrágio universal                                                  |
| 21 | Arcelino Cursino de Melo     |                                 | PRT                   | Hamilton Figueira Simões           | 21 de dezembro de 1955  | 20 de novembro de 1959                          | Prefeito eleito em sufrágio universal                                                  |
| 22 | João Inocêncio Correia Lima  |                                 | UDN                   | Pedro Pascásio                     | 20 de novembro de 1959  | 18 de novembro de 1963                          | Prefeito eleito em sufrágio universal                                                  |
| 23 | Afonso Alves de Melo         |                                 | PSD                   | Guilherme Caetano de Azevedo       | 20 de novembro de 1963  | 31 de janeiro de 1969                           | Prefeito eleito em sufrágio universal                                                  |
| 24 | José Odilon de Araújo        |                                 | ARENA                 | Rafael Pereira de Araújo           | 31 de janeiro de 1969   | 31 de janeiro de 1973                           | Prefeito eleito em sufrágio universal                                                  |
| 25 | Noé Paz de Araújo            |                                 | ARENA                 | Armando Vieira da Silva            | 31 de janeiro de 1973   | 31 de janeiro de 1977                           | Prefeito eleito em sufrágio universal                                                  |
| 26 | Joel Pedro da Silva          |                                 | ARENA                 | Antônio Gomes de Sá                | 31 de janeiro de 1977   | 31 de janeiro de 1983                           | Prefeito eleito em sufrágio universal                                                  |
| 27 | Afonso Alves de Melo         |                                 | PDS                   | João André de Oliveira             | 31 de janeiro de 1983   | 1º de janeiro de 1989                           | Prefeito eleito em sufrágio universal                                                  |
| 28 | Joel Pedro da Silva          |                                 | PSD                   | José Odilon de Araújo              | 1º de janeiro de 1989   | 31 de março de 1989                             | Prefeito eleito em sufrágio universal falecido durante o mandato                       |
| 29 | José Odilon de Araújo        |                                 | PSD                   | Cargo Vargo                        | 1º de abril de 1989     | 31 de dezembro de 1992                          | Vice-prefeito eleito no cargo de Prefeito                                              |
| 30 | Armando Timóteo Cavalcante   | Armando Timóteo                 | PFL                   | Wilson Trindade                    | 1º de janeiro de 1993   | 31 de dezembro de 1996                          | Prefeito eleito em sufrágio universal                                                  |
| 31 | José Pantaleão Neto          |                                 | PFL                   | Francisco Pernet                   | 1º de janeiro de 1997   | 31 de dezembro de 2000                          | Prefeito eleito em sufrágio universal                                                  |
| 32 | Donato Gomes de Araújo       |                                 | PSL                   | Emanuel Dantas do Nascimento       | 1º de janeiro de 2001   | 31 de dezembro de 2004                          | Prefeito eleito em sufrágio universal                                                  |
| 33 | Airon Timóteo Cavalcante     |                                 | PV                    | Pedro Pompeu Torres (PMDB)/(PDT)   | 1º de janeiro de 2005   | 31 de dezembro de 2008                          | Prefeito e vice eleitos em sufrágio universal                                          |
| 33 | Airon Timóteo Cavalcante     | PR                              | 1º de janeiro de 2009 | Pedro Pompeu Torres (PMDB)/(PDT)   | 31 de dezembro de 2012  | Prefeito e vice reeleitos em sufrágio universal |                                                                                        |
| 34 | Leonardo Xavier Martins      |                                 | PSDB                  | Marcelo Machado Freire (PSC)       | 1º de janeiro de 2013   | 31 de dezembro de 2016                          | Prefeito e vice eleitos em sufrágio universal                                          |
| 35 | Adilson Timóteo Cavalcante   |                                 | PR                    | Maria Gomes de Araújo (PR)         | 1º de janeiro de 2017   | 31 de dezembro de 2020                          | Prefeito e vice eleitos em sufrágio universal                                          |
| 36 | Marcelo Machado Freire       | Foto oficial Marcelo de Alberto | PSD                   | Rafael Araújo (AVANTE)             | 1º de janeiro de 2021   | 31 de dezembro de 2024                          | Prefeito e vice eleitos nas eleições municipais de 15 de novembro de 2020.             |
| 36 | Marcelo Machado Freire       | Foto oficial Marcelo de Alberto | REP                   | Rafael Araújo (AVANTE)             | 1º de janeiro de 2025   | Atualidade                                      | Prefeito e vice reeleitos nas eleições municipais de 6 de outubro de 2024.             |